# Divinus perfectionis Magister
Divinus perfectionis Magister – konstytucja apostolska promulgowana przez Jana Pawła II 25 stycznia 1983, określająca zasady postępowania kanonizacyjnego.
Konstytucja składa się ze wstępu zawierającego część teologiczną i historyczną oraz trzech działów normatywnych.
Dział pierwszy określa zasady dochodzeń prowadzonych przez biskupów.